# Colton White
Colton White, född 3 maj 1997, är en kanadensisk professionell ishockeyback som är kontrakterad till New Jersey Devils i National Hockey League (NHL) och spelar för Binghamton Devils i American Hockey League (AHL). Han har tidigare spelat för Adirondack Thunder i ECHL och Sault Ste. Marie Greyhounds i Ontario Hockey League (OHL).
White draftades av New Jersey Devils i fjärde rundan i 2015 års draft som 97:e spelare totalt.

## Statistik
| 2011–2012  | London Jr. Knights Gold     | AH         | 6   | 0  | 1  | 1  | 4  | 4  | 0 | 0 | 0  | 0  |
| 2012–2013  | London Jr. Knights Gold     | AH         | 27  | 7  | 13 | 20 | 22 | 16 | 3 | 4 | 7  | 6  |
| 2013–2014  | Sault Ste. Marie Greyhounds | OHL        | 57  | 0  | 5  | 5  | 2  | 9  | 0 | 1 | 1  | 0  |
| 2014–2015  | Sault Ste. Marie Greyhounds | OHL        | 67  | 6  | 16 | 22 | 30 | 14 | 0 | 2 | 2  | 0  |
| 2015–2016  | Sault Ste. Marie Greyhounds | OHL        | 68  | 9  | 26 | 35 | 13 | 12 | 1 | 2 | 3  | 4  |
| 2016–2017  | Sault Ste. Marie Greyhounds | OHL        | 64  | 6  | 25 | 31 | 41 | 11 | 0 | 3 | 3  | 8  |
| 2017–2018  | Binghamton Devils           | AHL        | 47  | 2  | 7  | 9  | 32 | —  | — | — | —  | —  |
|            | Adirondack Thunder          | ECHL       | 11  | 2  | 2  | 4  | 6  | 14 | 3 | 8 | 11 | 8  |
| 2018–2019  | New Jersey Devils           | NHL        | 1   | 0  | 0  | 0  | 2  | —  | — | — | —  | —  |
|            | Binghamton Devils           | AHL        | 61  | 6  | 19 | 25 | 23 | —  | — | — | —  | —  |
| NHL totalt | NHL totalt                  | NHL totalt | 1   | 0  | 0  | 0  | 2  | —  | — | — | —  | —  |
| AHL totalt | AHL totalt                  | AHL totalt | 108 | 8  | 26 | 34 | 55 | —  | — | — | —  | —  |
| OHL totalt | OHL totalt                  | OHL totalt | 256 | 21 | 72 | 93 | 86 | 46 | 1 | 8 | 9  | 12 |